# Ahch-To

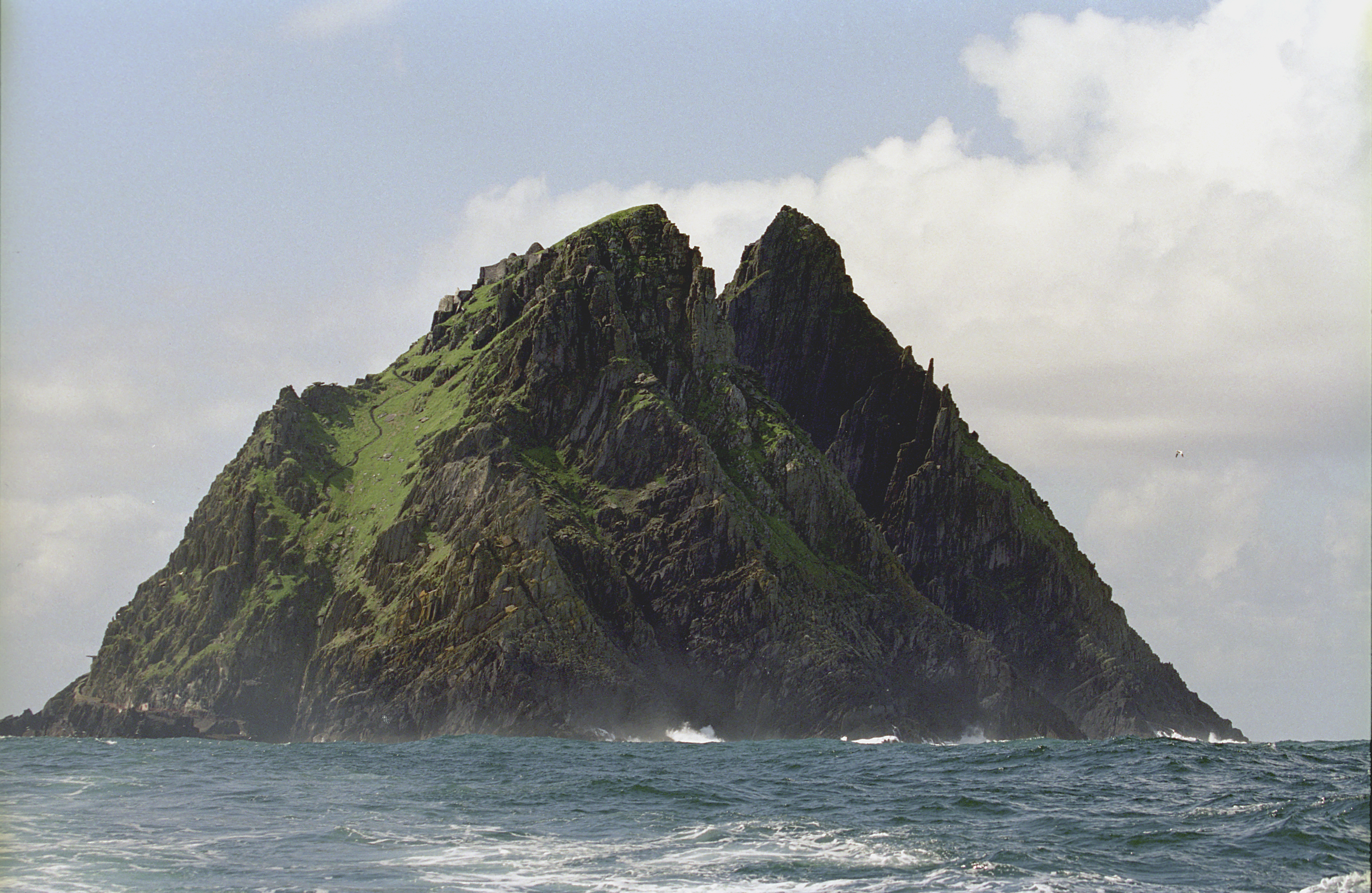
A Skellig Michael sziget

Az Ahch-To egy bolygó a Csillagok háborúja kitalált univerzumban. (ahch héber szó, jelentése: „fivér”).

## Leírása
A bolygó túlnyomó részét víz borítja, az óceánokban számos sziklás sziget található, amiket zöld fák, füves területek takarnak, ahol sok madár fészkel. Három évtizeddel a galaktikus polgárháború után Luke Skywalker jedi mester otthona volt, aki száműzetésbe menekült ide, és az első jedi templomot kereste, miután jedi tanítványait Kylo Ren meggyilkolta. Ahogy az Ellenállás két térképdarabot összerakott, ezek felfedték Skywalker helyét. Rey a Millennium Falconnal elutazott az Ahch-To bolygóra, R2-D2 és Csubakka kíséretében.

## Élővilága
Növényzete füvekből és fákból áll, amik között madarak, konkrétan porgok élnek. Az óceánokban feltehetően nagy számban élnek tengeri élőlények, de ezekről nem áll rendelkezésre információ. A bolygó őslakója egy alapvetően vízi életmódú, értelmes faj, a lanaik.

## Története
A jedi tisztogatás és a Birodalom kora előtt a jedi tudósok a Jedi Rend első templomának helyét több bolygón is elképzelhetőnek tartották, ezek között volt az Ahch-To, a Tython, a Coruscant, a Jedha és az Ossus. Ennek ellenére az első jedi templom helye még akkor is rejtély volt, amikor a Galaktikus polgárháború lezárult. Luke Skywalker jedi mester megpróbálta újjáépíteni a Jedi Rendet, de erőfeszítéseit meghiúsította unokaöccse, Ben Solo, aki az Erő sötét oldalához csatlakozott, és Kylo Ren néven a Ren Lovagjai mestere lett. Szomorúságában Skywalker eltűnt, és az első jedi templomot kereste. Önkéntes száműzetését az Ahch-To bolygón töltötte, sziklás romok között.
Amint az Ellenállás elkezdte az Első Rend elleni harcot, Leia Organa tábornok, Skywalker nővére remélte, hogy megtalálja a testvérét és visszahozza őt a sötét oldal elleni harcba. Poe Dameron parancsnokot elküldte a Jakkura, ahol átvette a Lor San Tekkának egy részleges térképét, amely Ahch-To irányába mutatott. Később, miután a részleges térképet átadták az Ellenállásnak, Skywalker droidja, R2-D2 – ami Skywalker száműzetése óta alacsony energiájú üzemmódban volt – maximális teljesítménnyel tér vissza, és megmutatja a térkép többi részét Ahch-To felé. R2 sok éven át tárolta a térképet az adatbázisaiban (de nem tudott róla), miután a galaktikus polgárháború alatt megtalálta a Galaktikus Birodalom hálózatában, a Halálcsillagon. Rey, egy fiatal Erő-érzékeny roncsvadász megkaparintotta a térképet és Ahch-To-ra utazott, ahol Skywalkert megtalálta a száműzetésben.

## Megjelenése a Csillagok háborúja filmekben
- Csillagok háborúja VII: Az ébredő Erő (Episode VII The Force Awakens), 2015
- Csillagok háborúja VIII: Az utolsó Jedik (Episode VIII: The Last Jedi), 2017
- Star Wars IX. rész – Skywalker kora (Episode IX), 2019

## A film készítése
Az Ahch-To bolygó először a 2015-ös Csillagok háborúja VII: Az ébredő Erő epizódjában jelenik meg. A bolygó nevét nem mondják ki a filmben, csak a forgatókönyvben szerepel. Az Ahch-To bolygó helyszínéül, ahol Rey találkozik Luke-kal, egy 6. századi szerzetesrend telephelye, az Írország déli partján fekvő – az UNESCO által védett – Skellig Michael sziget szolgált. Az Ahch-To ismét megjelenik a Csillagok háborúja VIII: Az utolsó Jedik című 2017-es filmben. Ezúttal a Skellig Michael lehetséges helyszíni forgatása során logisztikai nehézségek merültek fel,  miatt a Lucasfilm a szerzetesi kunyhókat a Ceann Sibéal hegyoldal felett építette fel a közeli Baile an Fheirtéaraigh faluban (Ballyferriter, Kerry megye, Írország).